# Вестмонт (Каліфорнія)
Вестмонт (англ. Westmont) — переписна місцевість (CDP) в США, в окрузі Лос-Анджелес штату Каліфорнія. Населення — 33 913 особи (2020).

## Географія
Вестмонт розташований за координатами 33°56′30″ пн. ш. 118°18′7″ зх. д. / 33.94167° пн. ш. 118.30194° зх. д. (33.941679, -118.301838).  За даними Бюро перепису населення США в 2010 році переписна місцевість мала площу 4,79 км², уся площа — суходіл.

## Демографія
Згідно з переписом 2010 року, у переписній місцевості мешкали 31 853 особи в 9695 домогосподарствах у складі 7093 родин. Густота населення становила 6656 осіб/км².  Було 10588 помешкань (2213/км²).
Расовий склад населення:
| - 51,1 % — чорних або афроамериканців - 15,8 % — білих - 0,6 % — корінних американців - 0,4 % — азіатів - 0,1 % — вихідців з тихоокеанських островів - 28,8 % — осіб інших рас |

До двох чи більше рас належало 3,2 %. Частка іспаномовних становила 46,7 % від усіх жителів.
За віковим діапазоном населення розподілялося таким чином: 31,0 % — особи молодші 18 років, 60,6 % — особи у віці 18—64 років, 8,4 % — особи у віці 65 років та старші. Медіана віку мешканця становила 29,9 року. На 100 осіб жіночої статі у переписній місцевості припадало 86,8 чоловіків;  на 100 жінок у віці від 18 років та старших — 80,3 чоловіків також старших 18 років.
Середній дохід на одне домашнє господарство  становив 40 279 доларів США (медіана — 26 808), а середній дохід на одну сім'ю — 44 663 долари (медіана — 31 185). Медіана доходів становила 28 670 доларів для чоловіків та 31 424 долари для жінок. За межею бідності перебувало 37,0 % осіб, у тому числі 53,3 % дітей у віці до 18 років та 22,6 % осіб у віці 65 років та старших.
Цивільне працевлаштоване населення становило 11 236 осіб. Основні галузі зайнятості: освіта, охорона здоров'я та соціальна допомога — 20,9 %, роздрібна торгівля — 13,2 %, науковці, спеціалісти, менеджери — 13,2 %.